# عبد الإله البريه
عبد الإله البريه (مواليد 14 يوليو 1997) هو لاعب كرة قدم سعودي.

## مسيرة اللاعب
مثل سابقاً نادي الهلال في الفئات السنية و لعب بعدها مع نادي الوشم ونادي النجوم ونادي ضمك ونادي الطائي ونادي الباطن.

## روابط خارجية
عبد الإله البريه على موقع Soccerway.com (الإنجليزية)